# Chaluvarasanakoppal, Pandavapura
Chaluvarasanakoppal là một làng thuộc thị xã Pandavapura, huyện Mandya, bang Karnataka, Ấn Độ.